# Europejska Nagroda Muzyczna MTV dla najlepszego wykonawcy dance
Europejska Nagroda Muzyczna MTV dla najlepszego wykonawcy dance - nagroda przyznawana przez redakcję MTV Europe podczas corocznego rozdania MTV Europe Music Awards. Nagrodę dla najlepszego wykonawcy dance po raz pierwszy przyznano w 1994 r. Po raz ostatni w 2003 r. Od 2007 r. nagroda przyznawana jest nagroda dla najlepszego wykonawcy urban music (muzyki miejskiej). Artyści zajmujący się muzyką dance są nominowani do nagrody urban music. O zwycięstwie decydowali widzowie za pomocą głosowania internetowego i telefonicznego (smsowego).

## Nominowani i zwycięzcy

### 1994
- The Prodigy
  - 2 Unlimited
  - D:Ream
  - Jam & Spoon
  - Reel 2 Real

### 1995
- East 17
  - Ini Kamoze
  - La Bouche
  - Moby
  - Sin With Sebastian

### 1996
The Prodigy
- - Everything but the Girl
  - Los del Río
  - Robert Miles
  - Mark Morrison

### 1997
- The Prodigy
  - Backstreet Boys
  - The Chemical Brothers
  - Daft Punk
  - Spice Girls

### 1998
- The Prodigy
  - Dario G
  - Faithless
  - Madonna
  - Fatboy Slim

### 1999
- Fatboy Slim
  - Basement Jaxx
  - The Chemical Brothers
  - Jamiroquai
  - Mr. Oizo

### 2000
- Madonna
  - Artful Dodger
  - Moby
  - Moloko
  - Sonique

### 2001
- Gorillaz
  - Basement Jaxx
  - Daft Punk
  - Faithless
  - Roger Sanchez

### 2002
- Kylie Minogue
  - Sophie Ellis-Bextor
  - DB Boulevard
  - Moby
  - Röyksopp

### 2003
- Panjabi MC
  - The Chemical Brothers
  - Junior Senior
  - Moby
  - Paul Oakenfold